# 120-celle
In geometria quadridimensionale (cioè dello spazio a 4 dimensioni), il 120-celle (detto anche iperdodecaedro) è uno dei sei politopi regolari ordinari, considerato l'analogo quadridimensionale del dodecaedro.

## Elementi costitutivi
Le sue celle sono 120 dodecaedri e le sue facce bidimensionali 720 pentagoni regolari; possiede inoltre 1200 spigoli e 600 vertici. In ogni vertice si incontrano quattro dodecaedri, 6 pentagoni e 4 spigoli.
Le sue cuspidi sono tetraedri, e il suo duale è il 600-celle.

## Coordinate dei vertici
Posto {\displaystyle \phi ={\frac {1+{\sqrt {5}}}{2}}} (la sezione aurea), le coordinate cartesiane dei vertici di un 120-celle sono:
- tutte le possibili permutazioni, con tutti i segni possibili, di
{\displaystyle (0,0,\pm 2,\pm 2)}
{\displaystyle (\pm 1,\pm 1,\pm 1,\pm {\sqrt {5}})}
{\displaystyle (\pm \phi ^{-2},\pm \phi ,\pm \phi ,\pm \phi )}
{\displaystyle (\pm \phi ^{-2},\pm \phi ^{-1},\pm \phi ^{-1},\pm \phi ^{-1})}
- tutte le permutazioni pari, con tutti i segni possibili, di
{\displaystyle (0,\pm \phi ^{-2},\pm \phi ^{2},\pm 1)}
{\displaystyle (0,\pm \phi ^{-1},\pm \phi ,\pm {\sqrt {5}})}
{\displaystyle (\pm \phi ^{-1},\pm \phi ,\pm 1,\pm 2)}